# Cecil Powell
Cecil Frank Powell (5. prosince 1903 – 9. srpna 1969) britský fyzik, nositel Nobelovy ceny za fyziku (1950), kterou obdržel za vývoj fotografické metody výzkumu jaderných procesů a pomocí ní učiněné objevy týkající se mezonů.